# Lancia Beta-15/20HP
Der Lancia Beta-15/20HP war ein Automobil von Lancia aus dem Jahre 1909.
Der Lancia Beta war das Nachfolgemodell der Typen Alfa und Dialfa. Der Beta verfügte über einen Vierzylindermotor mit 3118 cm³ Hubraum. Das Fahrzeug erreichte eine Spitzengeschwindigkeit von 90 km/h. Insgesamt entstanden 150 Fahrzeuge dieses Modells.